# Divize A 1988/1989
V soubojích 24. ročníku fotbalové České divize A 1988/89 se utkalo 16 týmů dvoukolovým systémem podzim – jaro. Tento ročník začal v srpnu 1988 a skončil v červnu 1989.

## Nové týmy v sezoně 1988/89
Z 3. ligy – sk. A 1987/88 nesestoupilo do Divize A žádné mužstvo. Z krajských přeborů ročníku 1987/88 postoupila vítězná mužstva TJ JZD Olešník z Jihočeského krajského přeboru, TJ RZ Dobříš ze Středočeského krajského přeboru a TJ Přeštice ze Západočeského krajského přeboru. Také sem bylo přeřazeno mužstvo TJ Sparta ČKD Praha junioři a TJ Montáže Praha z Divize B. Mužstvo VTJ Tábor "B" bylo převeleno do VTJ Jindřichův Hradec.

## Výsledná tabulka
| Poř. | Tým                                | Z  | V  | R  | P  | VG | OG | B  |
| ---- | ---------------------------------- | -- | -- | -- | -- | -- | -- | -- |
| 1.   | TJ VS Tábor                        | 30 | 23 | 3  | 4  | 65 | 22 | 49 |
| 2.   | TJ Sparta ČKD Praha junioři        | 30 | 16 | 8  | 6  | 63 | 31 | 40 |
| 3.   | TJ Spartak Pelhřimov               | 30 | 16 | 5  | 9  | 56 | 41 | 37 |
| 4.   | TJ JZD Olešník                     | 30 | 13 | 6  | 10 | 48 | 42 | 32 |
| 5.   | TJ Fezko Strakonice                | 30 | 11 | 10 | 9  | 45 | 46 | 32 |
| 6.   | TJ Slavoj Český Krumlov            | 30 | 12 | 7  | 11 | 32 | 34 | 31 |
| 7.   | TJ Dynamo České Budějovice junioři | 30 | 13 | 5  | 12 | 46 | 43 | 31 |
| 8.   | VTJ Písek                          | 30 | 9  | 11 | 11 | 48 | 39 | 29 |
| 9.   | TJ Montáže Praha                   | 30 | 10 | 8  | 12 | 36 | 35 | 28 |
| 10.  | TJ Lokomotiva Plzeň                | 30 | 10 | 8  | 12 | 37 | 45 | 28 |
| 11.  | TJ Tatran Prachatice               | 30 | 12 | 3  | 15 | 51 | 60 | 27 |
| 12.  | TJ ČZ Strakonice                   | 30 | 9  | 9  | 12 | 34 | 48 | 27 |
| 13.  | TJ Rudá hvězda Okula Nýrsko        | 30 | 11 | 4  | 15 | 46 | 57 | 26 |
| 14.  | TJ Přeštice                        | 30 | 8  | 10 | 12 | 46 | 53 | 26 |
| 15.  | TJ RZ Dobříš                       | 30 | 7  | 6  | 17 | 33 | 60 | 20 |
| 16.  | VTJ Jindřichův Hradec              | 30 | 3  | 7  | 20 | 24 | 56 | 13 |

Poznámky:
- Z = Odehrané zápasy; V = Vítězství; R = Remízy; P = Prohry; VG = Vstřelené góly; OG = Obdržené góly; B = Body

|  | Postup do 3. ligy – sk. A 1989/90                |
|  | Sestup do příslušného oblastního přeboru 1989/90 |